# Philodromus roseus
Philodromus roseus este o specie de păianjeni din genul Philodromus, familia Philodromidae, descrisă de Kishida, 1914. Conform Catalogue of Life specia Philodromus roseus nu are subspecii cunoscute.